# Trobar leu
Trobar leu era un estil de poesia dels trobadors que es caracteritzava per una dicció simple, natural i accessible i formes de vers relativament simples. Era un estil destinat a atraure l'audiència més àmplia possible.
El terme prové de la paraula provençal trobar, o l'art de compondre i recitar versos, i de leu, que significa "lleuger" o "fàcil". Potser el trobador més conegut en l'estil leu sigui Bernat de Ventadorn, l'àmplia popularitat probablement es degui a la seva composició en un estil que va atreure a un ampli públic. El terme en si, però, sembla haver estat inventat per Giraut de Bornelh, que estava més preocupat que Bernat per desenvolupar una teoria de la composició i que analitza l'estil en set cançons diferents.
Giraut sembla haver desenvolupat la teoria de l'estil leu com a reacció a l'trobar clus. Per Giraut, trobar leu descriu versos que són "fàcils de cantar i entendre, lleugers i entretinguts, aparentment despreocupats, suaus i polits amb la foscor aclarida«. Però insisteix que es necessita tanta habilitat i esforç per produir un vers suau i polit com per compondre alguna cosa fosca, i per tant, l'estil trobar leu no ha de considerar inferior al trobar clus, encara que sembli més fàcil.

## Exemple
A propòsit de la relació entre trobar leu i trobar clus, és emblemàtica la batalla (Ara · m platz, Giraut de Bornelh) entre els provençals Raimbaut d'Aurenga i Giraut de Bornelh, l'any clau de la cultura trobadoresca (1170).
Ara, m'agradaria saber, Giraut de Bornelh,
per que vas criticant el
Trobar clus i per què és important.
Llavors digues-me, si us plau
per què significa tant per a tu
que tot sigui comú a tots,
doncs llavors tot seria igual.
Lord Lignaura, no m'oposo
a cada home component com vulgui
però és la meva opinió
que [la cançó] és més per ser apreciada
i més lloable
quan és lleuger i popular
- i no em malinterpretes aquí.